# Thực vật hai lá mầm thật sự

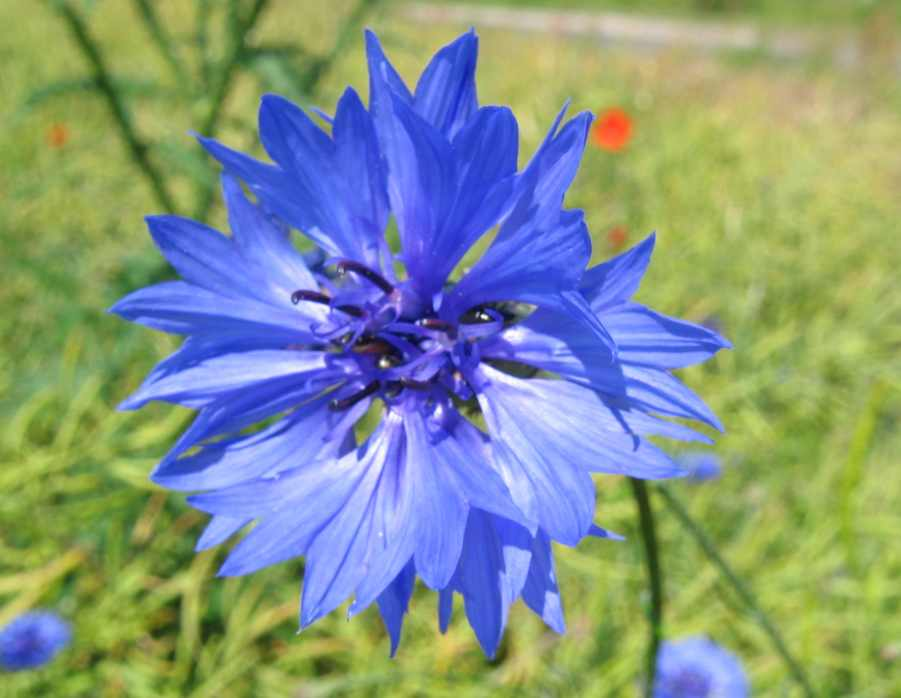

Thực vật hai lá mầm thật sự (Eudicots hay Eudicotyledons hoặc Eudicotyledoneae) là thuật ngữ do Doyle & Hotton đưa ra năm 1991 để chỉ một nhóm trong thực vật có hoa mà có thời được các tác giả trước đây gọi là ba lỗ chân lông ("tricolpates") hay "thực vật hai lá mầm không phải nhóm Mộc lan" ("non-Magnoliid dicots"). Thuật ngữ này, như tên gọi của nó cho thấy, là nhóm thực vật hai lá mầm thực thụ do nó chứa phần lớn các loài thực vật trước đây được coi là thực vật hai lá mầm và có các đặc trưng điển hình của thực vật hai lá mầm. Thuật ngữ này đã được chấp nhận trong nhiều tài liệu về thực vật để chỉ một trong hai nhánh đơn ngành của thực vật hạt kín với thực vật một lá mầm (monocots) là nhánh kia. Các thực vật hai lá mầm còn lại đôi khi được gọi là thực vật hai lá mầm cổ (paleodicots) nhưng thuật ngữ này nói chung không được sử dụng rộng rãi do nó không phải là một nhóm đơn ngành.
Tên gọi ba đường xoi hay ba lỗ dọc (tricolpates) là tên gọi dựa trên cấu trúc phấn hoa của chúng. Nhóm này có phấn hoa với 3 đường xoi hay 3 lỗ dọc (colpus), hay các dạng bắt nguồn từ chúng. Các phấn hoa này có 3 hay nhiều hơn các lỗ xếp nếp nhăn thành 1 đường xoi dọc. Ngược lại, phần lớn các thực vật có hạt khác (bao gồm thực vật hạt trần, thực vật một lá mầm và thực vật hai lá mầm cổ) sinh ra các phấn hoa 1 rãnh ngang hay 1 lỗ ngang (sulcus), với một lỗ xếp trong rãnh được định hướng khác hẳn (ngang đối lại với dọc). Tên gọi "tricolpates" được một số nhà thực vật học ưa thích do nó tránh không bị nhầm lẫn với thuật ngữ dicots (thực vật hai lá mầm), là một nhóm không đơn ngành (Judd & Olmstead 2004).
Tên gọi eudicots được sử dụng trong hệ thống APG năm 1998 cũng như trong hệ thống APG II năm 2003, để phân loại thực vật hạt kín. Nó được dùng cho một nhánh đơn tố, tức một nhóm đơn ngành, bao gồm phần lớn các thực vật hai lá mầm trước đây.

## Phân chia
Trong phạm vi "eudicots" hay "tricolpates" thì các nhóm chính là "rosids" (nhóm thật sự cơ bản có tiền tố "eu−") và "asterids" (nhóm thật sự cơ bản có tiền tố "eu−").
- eudicots: Thực vật hai lá mầm thật sự
core eudicots: Thực vật hai lá mầm thật sự phần lõi
rosids: Nhánh hoa Hồng
eurosids I: Nhóm hoa Hồng thật sự I
eurosids II: Nhóm hoa Hồng thật sự II
asterids: Nhánh Cúc
euasterids I: Nhóm Cúc thật sự I
euasterids II: Nhóm Cúc thật sự II

Chi tiết hơn, trong phạm vi mỗi nhánh đơn ngành này lại có một số bộ và một vài họ không đặt vào bộ nào (các chi không đặt vào đâu không được đề cập tới):
- Nhánh eudicots
Nhóm (thực vật hai lá mầm thật sự) cơ sở (basal eudicots):
Bộ Ranunculales
Họ Sabiaceae. Trang web của APG II đặt họ này trong bộ Sabiales.
Bộ Proteales
Họ Trochodendraceae [+ họ Tetracentraceae]. Trang web của APG II đặt họ Trochodendraceae trong bộ Trochodendrales nhưng không tách riêng chi Tetracentron ra thành họ riêng.
Họ Buxaceae [+ Họ Didymelaceae]. Trang web của APG II đặt các họ này trong bộ Buxales cùng họ Haptanthaceae?.
Nhánh (thực vật hai lá mầm thật sự) phần lõi (core eudicots):
Bộ Gunnerales.
Họ Aextoxicaceae. Trang web của APG II đặt họ này cùng họ Berberidopsidaceae vào bộ Berberidopsidales.
Họ Berberidopsidaceae
Họ Dilleniaceae. Trang web của APG II đặt họ này trong bộ Sổ (Dilleniales).
Bộ Caryophyllales
Bộ Santalales
Bộ Saxifragales
Nhánh rosids
Họ Vitaceae. Trang web của APG II đặt họ này trong bộ Nho (Vitales) nhưng không thuộc về nhánh rosids.
Họ Picramniaceae
Họ Aphloiaceae. Trang web của APG II đặt họ này trong bộ Crossosomatales.
Họ Geissolomataceae. Trang web của APG II đặt họ này trong bộ Crossosomatales.
Họ Ixerbaceae. Trang web của APG II đặt họ này trong bộ Crossosomatales.
Họ Strassburgeriaceae. Trang web của APG II đặt họ này trong bộ Crossosomatales.
Bộ Crossosomatales
Bộ Geraniales
Bộ Myrtales
Nhánh eurosids I
Họ Zygophyllaceae [+ Họ Krameriaceae]
Họ Huaceae
Bộ Celastrales
Bộ Malpighiales
Bộ Oxalidales
Bộ Fabales
Bộ Rosales
Bộ Cucurbitales
Bộ Fagales
Nhánh eurosids II
Họ Tapisciaceae
Bộ Brassicales
Bộ Malvales
Bộ Sapindales
Nhánh asterids
Bộ Cornales
Bộ Ericales
Nhánh euasterids I
Họ Boraginaceae
Họ Icacinaceae
Họ Oncothecaceae
Họ Vahliaceae
Bộ Garryales
Bộ Solanales
Bộ Gentianales
Bộ Lamiales
Nhánh euasterids II
Họ Bruniaceae
Họ Columelliaceae [+ Họ Desfontainiaceae]
Họ Eremosynaceae
Họ Escalloniaceae
Họ Paracryphiaceae
Họ Polyosmaceae
Họ Sphenostemonacae
Họ Tribelaceae
Bộ Aquifoliales
Bộ Apiales
Bộ Dipsacales
Bộ Asterales

Lưu ý: " +...." = tùy chọn, có thể tách ra từ họ trước đó.

## Phát sinh chủng loài
Vị trí phát sinh chủng loài hiện tại (dựa trên hệ thống APG III, với các sửa đổi sau đó) là:

|  | Chloranthales |
|  |               |
|  | Magnoliids    |
|  |               |

|  | Monocots                                                     |
|  |                                                              |
|  | \| \| Ceratophyllales \| \| \| \| \| \| Eudicots \| \| \| \| |
|  |                                                              |
|  | Ceratophyllales                                              |
|  |                                                              |
|  | Eudicots                                                     |
|  |                                                              |

|  | Ceratophyllales |
|  |                 |
|  | Eudicots        |
|  |                 |

|  | Chloranthales |
|  |               |
|  | Magnoliids    |
|  |               |

|  | Monocots                                                     |
|  |                                                              |
|  | \| \| Ceratophyllales \| \| \| \| \| \| Eudicots \| \| \| \| |
|  |                                                              |
|  | Ceratophyllales                                              |
|  |                                                              |
|  | Eudicots                                                     |
|  |                                                              |

|  | Ceratophyllales |
|  |                 |
|  | Eudicots        |
|  |                 |

|  | Chloranthales |
|  |               |
|  | Magnoliids    |
|  |               |

|  | Monocots                                                     |
|  |                                                              |
|  | \| \| Ceratophyllales \| \| \| \| \| \| Eudicots \| \| \| \| |
|  |                                                              |
|  | Ceratophyllales                                              |
|  |                                                              |
|  | Eudicots                                                     |
|  |                                                              |

|  | Ceratophyllales |
|  |                 |
|  | Eudicots        |
|  |                 |

|  | Chloranthales |
|  |               |
|  | Magnoliids    |
|  |               |

|  | Monocots                                                     |
|  |                                                              |
|  | \| \| Ceratophyllales \| \| \| \| \| \| Eudicots \| \| \| \| |
|  |                                                              |
|  | Ceratophyllales                                              |
|  |                                                              |
|  | Eudicots                                                     |
|  |                                                              |

|  | Ceratophyllales |
|  |                 |
|  | Eudicots        |
|  |                 |

|  | Chloranthales |
|  |               |
|  | Magnoliids    |
|  |               |

|  | Monocots                                                     |
|  |                                                              |
|  | \| \| Ceratophyllales \| \| \| \| \| \| Eudicots \| \| \| \| |
|  |                                                              |
|  | Ceratophyllales                                              |
|  |                                                              |
|  | Eudicots                                                     |
|  |                                                              |

|  | Ceratophyllales |
|  |                 |
|  | Eudicots        |
|  |                 |

|  | Chloranthales |
|  |               |
|  | Magnoliids    |
|  |               |

|  | Monocots                                                     |
|  |                                                              |
|  | \| \| Ceratophyllales \| \| \| \| \| \| Eudicots \| \| \| \| |
|  |                                                              |
|  | Ceratophyllales                                              |
|  |                                                              |
|  | Eudicots                                                     |
|  |                                                              |

|  | Ceratophyllales |
|  |                 |
|  | Eudicots        |
|  |                 |

|  | Chloranthales |
|  |               |
|  | Magnoliids    |
|  |               |

|  | Monocots                                                     |
|  |                                                              |
|  | \| \| Ceratophyllales \| \| \| \| \| \| Eudicots \| \| \| \| |
|  |                                                              |
|  | Ceratophyllales                                              |
|  |                                                              |
|  | Eudicots                                                     |
|  |                                                              |

|  | Ceratophyllales |
|  |                 |
|  | Eudicots        |
|  |                 |

|  | Chloranthales |
|  |               |
|  | Magnoliids    |
|  |               |

|  | Monocots                                                     |
|  |                                                              |
|  | \| \| Ceratophyllales \| \| \| \| \| \| Eudicots \| \| \| \| |
|  |                                                              |
|  | Ceratophyllales                                              |
|  |                                                              |
|  | Eudicots                                                     |
|  |                                                              |

|  | Ceratophyllales |
|  |                 |
|  | Eudicots        |
|  |                 |

|  | Chloranthales |
|  |               |
|  | Magnoliids    |
|  |               |

|  | Monocots                                                     |
|  |                                                              |
|  | \| \| Ceratophyllales \| \| \| \| \| \| Eudicots \| \| \| \| |
|  |                                                              |
|  | Ceratophyllales                                              |
|  |                                                              |
|  | Eudicots                                                     |
|  |                                                              |

|  | Ceratophyllales |
|  |                 |
|  | Eudicots        |
|  |                 |

|  | Chloranthales |
|  |               |
|  | Magnoliids    |
|  |               |

|  | Monocots                                                     |
|  |                                                              |
|  | \| \| Ceratophyllales \| \| \| \| \| \| Eudicots \| \| \| \| |
|  |                                                              |
|  | Ceratophyllales                                              |
|  |                                                              |
|  | Eudicots                                                     |
|  |                                                              |

|  | Ceratophyllales |
|  |                 |
|  | Eudicots        |
|  |                 |

|  | Chloranthales |
|  |               |
|  | Magnoliids    |
|  |               |

|  | Monocots                                                     |
|  |                                                              |
|  | \| \| Ceratophyllales \| \| \| \| \| \| Eudicots \| \| \| \| |
|  |                                                              |
|  | Ceratophyllales                                              |
|  |                                                              |
|  | Eudicots                                                     |
|  |                                                              |

|  | Ceratophyllales |
|  |                 |
|  | Eudicots        |
|  |                 |

|  | Chloranthales |
|  |               |
|  | Magnoliids    |
|  |               |

|  | Monocots                                                     |
|  |                                                              |
|  | \| \| Ceratophyllales \| \| \| \| \| \| Eudicots \| \| \| \| |
|  |                                                              |
|  | Ceratophyllales                                              |
|  |                                                              |
|  | Eudicots                                                     |
|  |                                                              |

|  | Ceratophyllales |
|  |                 |
|  | Eudicots        |
|  |                 |

|  | Chloranthales |
|  |               |
|  | Magnoliids    |
|  |               |

|  | Monocots                                                     |
|  |                                                              |
|  | \| \| Ceratophyllales \| \| \| \| \| \| Eudicots \| \| \| \| |
|  |                                                              |
|  | Ceratophyllales                                              |
|  |                                                              |
|  | Eudicots                                                     |
|  |                                                              |

|  | Ceratophyllales |
|  |                 |
|  | Eudicots        |
|  |                 |

|  | Chloranthales |
|  |               |
|  | Magnoliids    |
|  |               |

|  | Monocots                                                     |
|  |                                                              |
|  | \| \| Ceratophyllales \| \| \| \| \| \| Eudicots \| \| \| \| |
|  |                                                              |
|  | Ceratophyllales                                              |
|  |                                                              |
|  | Eudicots                                                     |
|  |                                                              |

|  | Ceratophyllales |
|  |                 |
|  | Eudicots        |
|  |                 |

|  | Chloranthales |
|  |               |
|  | Magnoliids    |
|  |               |

|  | Monocots                                                     |
|  |                                                              |
|  | \| \| Ceratophyllales \| \| \| \| \| \| Eudicots \| \| \| \| |
|  |                                                              |
|  | Ceratophyllales                                              |
|  |                                                              |
|  | Eudicots                                                     |
|  |                                                              |

|  | Ceratophyllales |
|  |                 |
|  | Eudicots        |
|  |                 |

|  | Chloranthales |
|  |               |
|  | Magnoliids    |
|  |               |

|  | Monocots                                                     |
|  |                                                              |
|  | \| \| Ceratophyllales \| \| \| \| \| \| Eudicots \| \| \| \| |
|  |                                                              |
|  | Ceratophyllales                                              |
|  |                                                              |
|  | Eudicots                                                     |
|  |                                                              |

|  | Ceratophyllales |
|  |                 |
|  | Eudicots        |
|  |                 |

|  | Chloranthales |
|  |               |
|  | Magnoliids    |
|  |               |

|  | Monocots                                                     |
|  |                                                              |
|  | \| \| Ceratophyllales \| \| \| \| \| \| Eudicots \| \| \| \| |
|  |                                                              |
|  | Ceratophyllales                                              |
|  |                                                              |
|  | Eudicots                                                     |
|  |                                                              |

|  | Ceratophyllales |
|  |                 |
|  | Eudicots        |
|  |                 |

|  | Chloranthales |
|  |               |
|  | Magnoliids    |
|  |               |

|  | Monocots                                                     |
|  |                                                              |
|  | \| \| Ceratophyllales \| \| \| \| \| \| Eudicots \| \| \| \| |
|  |                                                              |
|  | Ceratophyllales                                              |
|  |                                                              |
|  | Eudicots                                                     |
|  |                                                              |

|  | Ceratophyllales |
|  |                 |
|  | Eudicots        |
|  |                 |

|  | Chloranthales |
|  |               |
|  | Magnoliids    |
|  |               |

|  | Monocots                                                     |
|  |                                                              |
|  | \| \| Ceratophyllales \| \| \| \| \| \| Eudicots \| \| \| \| |
|  |                                                              |
|  | Ceratophyllales                                              |
|  |                                                              |
|  | Eudicots                                                     |
|  |                                                              |

|  | Ceratophyllales |
|  |                 |
|  | Eudicots        |
|  |                 |

|  | Chloranthales |
|  |               |
|  | Magnoliids    |
|  |               |

|  | Monocots                                                     |
|  |                                                              |
|  | \| \| Ceratophyllales \| \| \| \| \| \| Eudicots \| \| \| \| |
|  |                                                              |
|  | Ceratophyllales                                              |
|  |                                                              |
|  | Eudicots                                                     |
|  |                                                              |

|  | Ceratophyllales |
|  |                 |
|  | Eudicots        |
|  |                 |

|  | Chloranthales |
|  |               |
|  | Magnoliids    |
|  |               |

|  | Monocots                                                     |
|  |                                                              |
|  | \| \| Ceratophyllales \| \| \| \| \| \| Eudicots \| \| \| \| |
|  |                                                              |
|  | Ceratophyllales                                              |
|  |                                                              |
|  | Eudicots                                                     |
|  |                                                              |

|  | Ceratophyllales |
|  |                 |
|  | Eudicots        |
|  |                 |

|  | Chloranthales |
|  |               |
|  | Magnoliids    |
|  |               |

|  | Monocots                                                     |
|  |                                                              |
|  | \| \| Ceratophyllales \| \| \| \| \| \| Eudicots \| \| \| \| |
|  |                                                              |
|  | Ceratophyllales                                              |
|  |                                                              |
|  | Eudicots                                                     |
|  |                                                              |

|  | Ceratophyllales |
|  |                 |
|  | Eudicots        |
|  |                 |

|  | Chloranthales |
|  |               |
|  | Magnoliids    |
|  |               |

|  | Monocots                                                     |
|  |                                                              |
|  | \| \| Ceratophyllales \| \| \| \| \| \| Eudicots \| \| \| \| |
|  |                                                              |
|  | Ceratophyllales                                              |
|  |                                                              |
|  | Eudicots                                                     |
|  |                                                              |

|  | Ceratophyllales |
|  |                 |
|  | Eudicots        |
|  |                 |

|  | Chloranthales |
|  |               |
|  | Magnoliids    |
|  |               |

|  | Monocots                                                     |
|  |                                                              |
|  | \| \| Ceratophyllales \| \| \| \| \| \| Eudicots \| \| \| \| |
|  |                                                              |
|  | Ceratophyllales                                              |
|  |                                                              |
|  | Eudicots                                                     |
|  |                                                              |

|  | Ceratophyllales |
|  |                 |
|  | Eudicots        |
|  |                 |

|  | Chloranthales |
|  |               |
|  | Magnoliids    |
|  |               |

|  | Monocots                                                     |
|  |                                                              |
|  | \| \| Ceratophyllales \| \| \| \| \| \| Eudicots \| \| \| \| |
|  |                                                              |
|  | Ceratophyllales                                              |
|  |                                                              |
|  | Eudicots                                                     |
|  |                                                              |

|  | Ceratophyllales |
|  |                 |
|  | Eudicots        |
|  |                 |

|  | Chloranthales |
|  |               |
|  | Magnoliids    |
|  |               |

|  | Monocots                                                     |
|  |                                                              |
|  | \| \| Ceratophyllales \| \| \| \| \| \| Eudicots \| \| \| \| |
|  |                                                              |
|  | Ceratophyllales                                              |
|  |                                                              |
|  | Eudicots                                                     |
|  |                                                              |

|  | Ceratophyllales |
|  |                 |
|  | Eudicots        |
|  |                 |

|  | Chloranthales |
|  |               |
|  | Magnoliids    |
|  |               |

|  | Monocots                                                     |
|  |                                                              |
|  | \| \| Ceratophyllales \| \| \| \| \| \| Eudicots \| \| \| \| |
|  |                                                              |
|  | Ceratophyllales                                              |
|  |                                                              |
|  | Eudicots                                                     |
|  |                                                              |

|  | Ceratophyllales |
|  |                 |
|  | Eudicots        |
|  |                 |

|  | Chloranthales |
|  |               |
|  | Magnoliids    |
|  |               |

|  | Monocots                                                     |
|  |                                                              |
|  | \| \| Ceratophyllales \| \| \| \| \| \| Eudicots \| \| \| \| |
|  |                                                              |
|  | Ceratophyllales                                              |
|  |                                                              |
|  | Eudicots                                                     |
|  |                                                              |

|  | Ceratophyllales |
|  |                 |
|  | Eudicots        |
|  |                 |

|  | Chloranthales |
|  |               |
|  | Magnoliids    |
|  |               |

|  | Monocots                                                     |
|  |                                                              |
|  | \| \| Ceratophyllales \| \| \| \| \| \| Eudicots \| \| \| \| |
|  |                                                              |
|  | Ceratophyllales                                              |
|  |                                                              |
|  | Eudicots                                                     |
|  |                                                              |

|  | Ceratophyllales |
|  |                 |
|  | Eudicots        |
|  |                 |

|  | Chloranthales |
|  |               |
|  | Magnoliids    |
|  |               |

|  | Monocots                                                     |
|  |                                                              |
|  | \| \| Ceratophyllales \| \| \| \| \| \| Eudicots \| \| \| \| |
|  |                                                              |
|  | Ceratophyllales                                              |
|  |                                                              |
|  | Eudicots                                                     |
|  |                                                              |

|  | Ceratophyllales |
|  |                 |
|  | Eudicots        |
|  |                 |

|  | Chloranthales |
|  |               |
|  | Magnoliids    |
|  |               |

|  | Monocots                                                     |
|  |                                                              |
|  | \| \| Ceratophyllales \| \| \| \| \| \| Eudicots \| \| \| \| |
|  |                                                              |
|  | Ceratophyllales                                              |
|  |                                                              |
|  | Eudicots                                                     |
|  |                                                              |

|  | Ceratophyllales |
|  |                 |
|  | Eudicots        |
|  |                 |

|  | Chloranthales |
|  |               |
|  | Magnoliids    |
|  |               |

|  | Monocots                                                     |
|  |                                                              |
|  | \| \| Ceratophyllales \| \| \| \| \| \| Eudicots \| \| \| \| |
|  |                                                              |
|  | Ceratophyllales                                              |
|  |                                                              |
|  | Eudicots                                                     |
|  |                                                              |

|  | Ceratophyllales |
|  |                 |
|  | Eudicots        |
|  |                 |